# 空調巴士

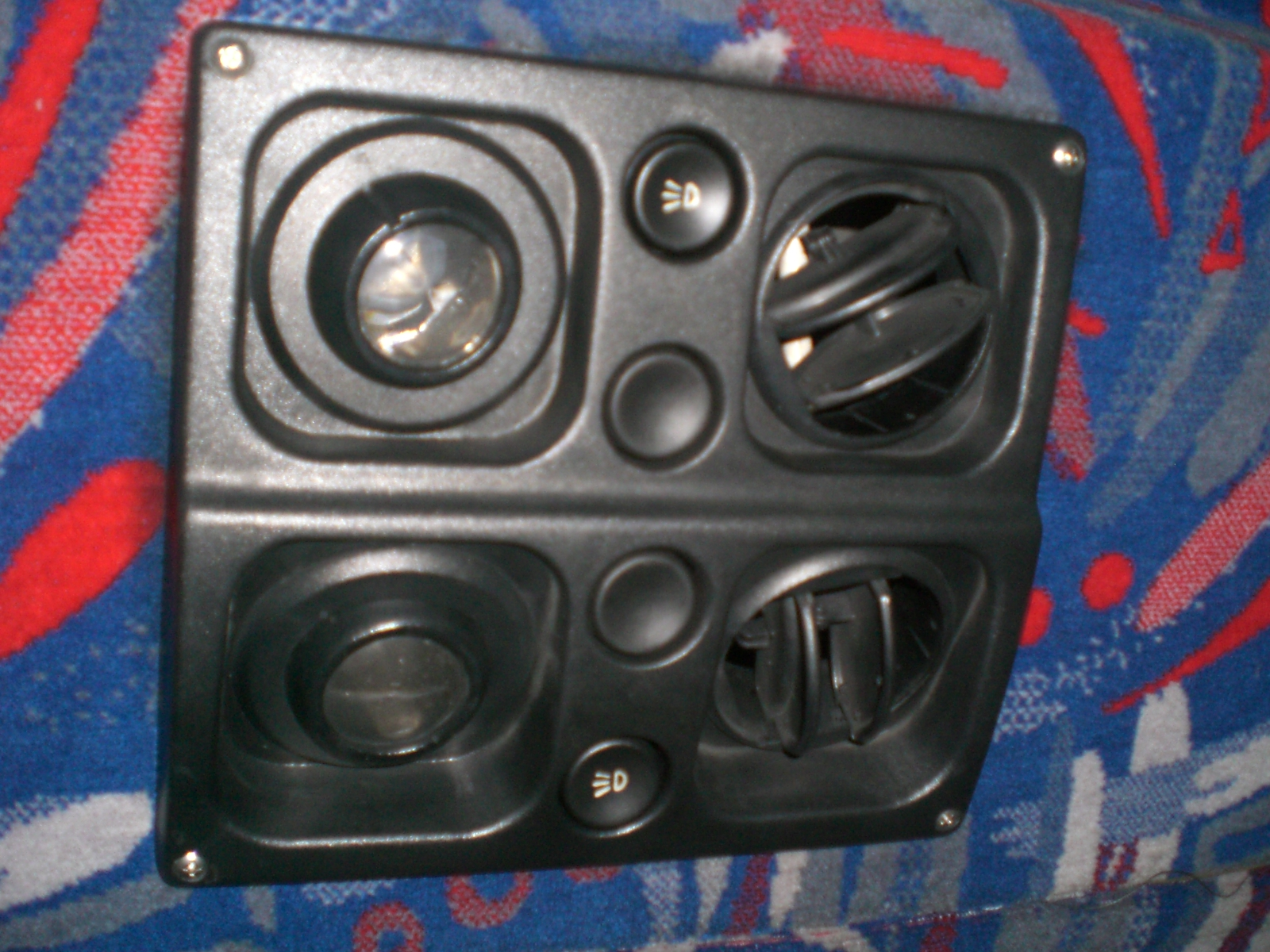
空調巴士每個座位的天花板上一般都裝有可調整風量與方向的空調出風口，有些並裝有閱讀燈

空調巴士，又稱冷氣巴士，即是指在車廂內裝有空調系統的巴士，夏天會開冷氣，而冬天則會開暖氣，反義詞為非空調巴士。
為避免空調效果不佳，空調巴士的車窗通常是密封的，無法開啟（有些會保留空調故障時才開啟的通風小窗）。車廂內如果空氣流動欠佳，就容易引起乘客不適。不良氣體通常有一氧化碳、臭氧、二氧化硫等。不過現代的空調巴士常裝有良好的通風設備和空氣清新及淨化機，確保車廂內的空氣質素達至讓乘客感到舒適的水平，一些先進的空調巴士還裝有負離子空氣清新機。

## 空調巴士應用地區

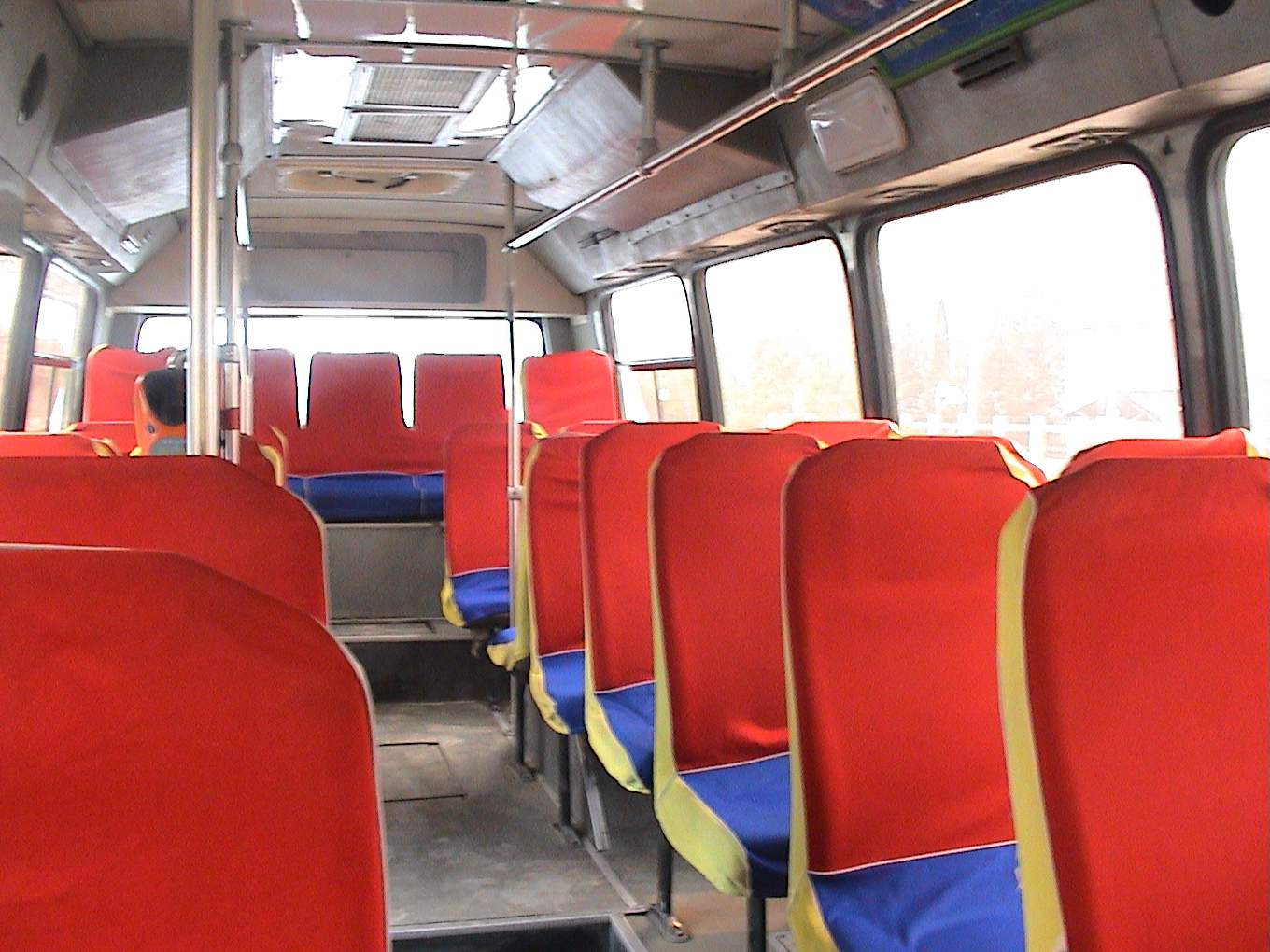
2003年，北京一辆常州福莱西宝空调巴士的车厢内景，可见中国大陆部分城市曾将空调巴士定位为豪华巴士

### 中國大陸
中國大陸地區的部分厂家20世纪70年代末期开始生产空调团体客车，如上海客车厂SK641LK型、北京客车四厂BK644型:395。此后生产的空调客车多采用冷气机、暖气机分别设置的设计。多地70年代末至80年代进口自日本、用于涉外旅游的日野RE420P、RC421P等型号亦设有空调。
由于中国车用空调器起步较晚，早期国产空调客车大多采用进口空调系统，国产客车冷气装置则于20世纪80年代中后期开始量产，适用范围包括用解放牌和东风牌汽车底盘改装的客车以及黄河、陕汽底盘客车等。此外，早期的国产空调客车大多将蒸发器、冷凝器布置在客室地板下方，存在占用车厢有效空间、冷凝效果较差等缺点:57，20世纪80年代末开始从西德康唯特等厂商引进生产车顶式空调机的技术。
自20世纪90年代以来，各大城市如北京、上海、天津、南京、杭州、成都、武汉、广州、深圳等均在城市公共交通领域使用空調巴士，其中上海首辆空调巴士于1996年7月23日开始在46路运营，1997年2月5日开始在14路试验空调无轨电车，北京则在1997年7月8日开通首条空调巴士线路808路，此后开通了多条定价高于常规线的空调线路，2001年开始试验空调无轨电车:72。广州、深圳等南方城市夏季天气湿热，大部分公交车都备有空调系统，广州1993年就开始在城市公交使用空调车，1994年8月更开通了中国首条空调无轨电车线路，但相关车辆后来因机械性能不佳等原因将空调拆除，2001年开始重新发展空调车。
广州市内所有巴士（包括無軌電車）已於2013年10月全面空調化，使廣州成為廣東省首個全空調公交城市。而中山市在5月18日全面使用空調巴士。珠海市市內所有公交車在2015年12月1日起，最後一條掛牌行駛35路的非空調巴士退出營運，自此非空調巴士改為空調巴士行駛，並於2016年2月正式全面空調化。深圳方面，最後一批非空調巴士（2008年宇通單層巴士）於2017年3月19日全數退役（被多款純電動巴士取代），自此深圳市內所有公交路線皆全面空調化。
- 1991年，一台采用顶置式空调机的北方BFC6120型
- 2005年，一台采用下置式空调机的金龙XMQ6700型
- 2005年，一台采用后置式空调机的京华BK6100CNG型，车顶为压缩天然气气瓶而非空调机
- 2008年，一台采用顶置式空调机的黄海DD6121HS5型
- 2020年，一台采用后置式空调机的福田BJ6128SHEVCA-5型双层客车
- 2020年，一台采用顶置式空调机的金龙XMQ6106AGSHEVD62型

### 香港

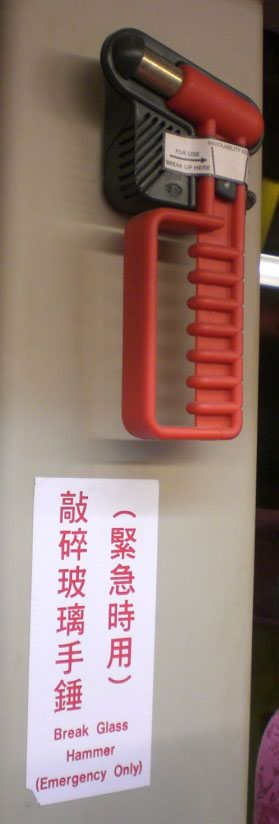
碎玻璃鎚子是空調巴士的必須安全設置，圖為香港九巴車廂內的緊急手錘

香港的天氣潮濕悶熱，所以空調巴士十分流行。早在1975年，九龍巴士在2輛百福YRQ單層巴士（車牌分別為BH8315和BJ2726）進行空調系統測試，隨後九巴測試2輛雙層空調巴士（分別是1980年丹尼士喝采及1981年利蘭勝利二型，車牌分別為CF4180及CM3879），但因耗油量及故障率過高最終不成功，1983年改回非空調巴士行走。在1985年九巴購入20輛丹尼士獵鷹單層豪華巴士，裝上德國Sutrak冷氣機，在測試取得成功直接取代 亞比安豪華巴士 行走機場巴士路線。到了1987年再測試空調巴士（以MCW雙層巴士作測試，利用主引擎發動德國Sutrak空調機，車牌DP1932），但因為空調機壓縮機影響變速箱的運作而失敗，空調系統於1989年被拆除。1988年，九巴接收了由英國利蘭車廠研發的全球首輛以主引擎驅動空調系統而取得成功的空調雙層巴士（利蘭奧林匹克，車牌DX2437，已於2005年8月退役並由九巴收藏），奠定了日後空調巴士在香港的地位。再於1990年接收一輛 丹尼士巨龍 雙層冷氣巴士（車牌：EL5113），由主引擎皮帶輪直接驅動空調壓縮機；試驗亦獲得成功。自此，香港巴士公司都開始大量購買空調巴士。
目前全香港數千輛巴士，全數都裝有空調系統。九巴在2012年5月9日將餘下的四條巴士路線（5A、16、93K及98A）全面空調化後，香港境內所有專營巴士公司均已全數採用空調巴士行駛。至於在香港島，城巴及新巴分別在1998年及2002年全面冷氣化。
- 曾用於城巴過境路線的ECW車身利蘭奧林匹克空調豪華客車
- 九巴第一台成功的雙層空調巴士AL1
- 九巴的富豪B8L空調巴士
- 新巴的亞歷山大丹尼士Enviro 200 MMC空調巴士，空調系統由電裝提供

### 澳門
澳門方面，1975年，海島市巴士公司購買澳門首批百福空調巴士，運行於11路線。
福利公司（1988年重組成為今天的新福利）開辦一條豪華空調巴士路線（編號為3A），當時是澳門甚至港澳地區首條提供全空調服務的巴士路線，當時稱為冷氣豪華巴士線，該路線行駛的巴士為4輛日本製五十鈴JCR460巴士。1988年新福利成立後，大量購買空調巴士(當時除了30台三菱BK125型巴士外，還是以購買三菱ROSA小巴為主)，以取代福利巴士多台老舊的英國二手巴士(包括雙層巴士)，另外把6部原本不設空調五十鈴系統的JCR460型巴士加裝空調系統。現時當地兩家公車業者早在1990年8月已全數採用空調巴士服務市民，惟窗戶並不是完全密封的，只在夏天才會開空調，天氣較冷的冬天則不開空調，窗戶可自由打開。

### 台灣
台灣所有公車現今都已經是空調公車，早年為與無空調公車區分而又稱為「自強公車」。1976年，台北市首條空調公車中1路（現時的601路公車，來往士林天母至萬華，由大都會客運營運）投入服務，由台北市公車處（今大都會客運）營運，採用賓士L508D型小型冷氣巴士行駛。最後一個有無空調公車的地方為高雄市，該批車輛在2002年1月被淘汰。

### 新加坡
八十年代時，新加坡的巴士大部分都是非空調巴士，當新加坡亦有購買由賓士製造的空調巴士作為試驗。
新加坡境內所有巴士均裝有空調系統。新加坡最後一批無空調巴士(1994年2軸富豪奧林匹克)已於2013年9月全數退役。

## 相關
- 公共汽車
- 雙層巴士
- 單層巴士
- 旅遊巴士
- 太平門

## 外部參考
- 2009年6月：成都空調巴士奪命火欠救生錘 （页面存档备份，存于）